# Троценко, Виктор Карпович
Ви́ктор Ка́рпович Троце́нко (1 [13] мая 1888, Нижняя Сыроватка, Харьковская губерния — 4 июня 1978, Харьков) — советский архитектор.

## Биография
Родился 1 (13) мая 1888 года в селе Нижняя Сыроватка под Сумами.
С 1909 года работал техником-чертёжником. 
В 1924 году в Харьковском художественном институте получил звание архитектора. Преподавал в Харьковском художественном институте.
Участвовал в работах по изучению народного зодчества Слобожанщины. По проектам Виктора Троценко построены три рабочих посёлка (1923—1924) на Московском проспекте и Плехановской улице (сохранились частично), бывший «дом-коммуна» на Студенческой улице (перестроен), жилые дома на Плехановской улице, 39, Мироносицкой улице, 91. По проектам, руководил которыми Троценко, осуществлялись реконструкции Городского дома на площади Конституции, Оперного театра на Рымарской улице, 21, Краснозаводского театра на Московском проспекте, 94, разрабатывались варианты проекта Театра массового музыкального действия на Сумской улице, 30, и ряд других.
Умер 4 июня 1978 года в Харькове.

## Творческая деятельность

### Реализованные проекты

#### Харьков
- Площадь Дзержинского. Проект 1920-х годов;
- Автор павильона «Украина» на Всероссийской выставке 1923 года;
- Рабочий посёлок Харьковского паровозостроительного завода на Московском проспекте (сохранился частично, дома-коттеджи, 1923—1924).
- Рабочий посёлок Плехановской улицы (сохранился частично, 1923—1924);
- Дом-коммуна на Студенческой улице (реконструирован);
- Жилой дом на Плехановской улице № 39;
- Жилой дом на Мироносицкой улице № 91;
- Реконструкция Городского дома на площади Тевелева (ныне площадь Конституции, здание Городского совета);
- Реконструкция Оперного театра на Рымарской улице № 21;
- Реконструкция Краснозаводского театра (Дворца культуры завода ХЭМЗ) на Московском проспекте № 94.

#### Кривой Рог
Серия жилых домов в Кривом Роге (1930—1932), впоследствии реконструированных архитекторами И. Ю. Каракисом и П. Г. Юрченко (1933—1934).

#### Макеевка
- Посёлок Путь Ильича (1926—1930);
- Соцгородок шахты Чайкино-Восточная (1926—1930);
- Посёлок при Карбидном заводе (1926—1929);
- Посёлок Ново-Бутовка (1926—1929);
- Застройка в Советской Колонии (1924—1937), в т. ч. Дом-коммуна.

### Нереализованные проекты
- Работал над неосуществлённым проектом Харьковского краснозаводского оперного театра. В дальнейшем проект театра был переработан Троценко в жилой дом.